# Vijak
Viják je v strojništvu element za ločljive zveze, kot enostaven stroj pa je to naprava, ki spreminja silo vrtenja v vlečno oziroma potisno silo ali pa naprava za transport sipkih materialov ali tekočin.

## Vijak za ločljive zveze
Vijak je valjaste, redkeje stožčaste, oblike z navojem za povezovanje z drugim delom ter z glavo, ki omogoča privijanje in odvijanje. Privijemo ga lahko v večji strojni del ali pa združimo dva dela z vijakom in matico. Večinoma so kovinski, redko tudi iz plastike ali iz lesa. Večji vijaki (in matice) imajo običajno šesterokotno glavo (redkeje tudi štrikotno), za privijanje uporabljamo posebne ključe. Manjši vijaki imajo okroglo glavo in vdolbino za izvijač, ki je različnih oblik, najpogosteje je ravna reža, križ ali pa šestkotna vdolbina.
Osnova navoja se imenuje vijačnica. To je krivulja, ki nastane, ko se okrog pokončnega valja ovije trikotno ravnino, katere osnovnica je enaka obsegu valja. Vijačnico na površini valja opiše hipotenuza trikotnika. Hipotenuza je proti vodoravni osi nagnjena za kot γ, ki se imenuje kot vzpona vijačnice. Če se trikotna ravnina okrog valja obrne v desno smer, nastane desna vijačnica, v levo obrnjena trikotna ravnina pa predstavlja levo vijačnico. Razdalja med dvema, na vijačnici v osni smeri enako ležečima točkama, se imenuje višina oz. korak navoja. Del vijačnice, ki leži med tema dvema točkama, je en navoj (zavoj). Vzpon vijačnice je enak rotaciji vijačnice za 360°. Konična vijačnica nastane, če se vijačnica giblje po konični površini (prisekani stožec). Zunanji navoj se imenuje navoj, ki se vije po zunanji steni valja. Navoj, ki se vije po steni valjaste luknje, pa se imenuje notranji navoj. Kadar se po valju vije več vzporednih vijačnic, se to imenuje večkratni navoj. V praksi se od večkratnih navojev najpogosteje uporabljata dvojni in trojni navoj. Hitrost vijaka je razdalja med zaporednimi navoji. V srednji Evropi se hitrost vijaka meri v milimetrih na vrtljaj (M = metrični navoj – ISO). Anglosaksonske države uporabljajo tako imenovani standard ZN (poenoteni standard). 